# Dianulites
Dianulites — викопний рід мохуваток вимерлого ряду Trepostomatida, що існував в ордовицькому періоді (468-443 млн років тому). Скам'янілі рештки виявлені в Канаді, США, Великій Британії, Швеції, Латвії, Литві, Естонії, Росії, Китаї та Південній Кореї.

## Види
- Dianulites apiculatus Eichwald 1829, Естонія
- Dianulites collifera Bassler 1911, Естонія, Швеція
- Dianulites collucatus  Pushkin 2001, Росія
- Dianulites detritus Eichwald 1829
- Dianulites eichwaldi Pushkin 2001, Росія
- Dianulites grandis Bassler 1911, Естонія, Швеція
- Dianulites haydenii Dybowski 1877
- Dianulites helenae Modzalevskaya 1953, Росія
- Dianulites janischevskyi Modzalevskaya 1953, Росія
- Dianulites lamanski Pushkin 2001, Росія
- Dianulites modzalevskaya Pushkin 2001, Росія
- Dianulites multimesoporicus Modzalevskaya 1953, Росія
- Dianulites petropolitana Dybowski 1877, Канада, США, Естонія, Росія
- Dianulites sulcatus Dybowski 1877, Естонія